# Olympische Winterspiele 2010/Teilnehmer (Libanon)
| Gelbes Symbol für Goldmedaillen mit stilisierten Olympischen Ringen | Graues Symbol für Silbermedaillen mit stilisierten Olympischen Ringen | Braundes Symbol für Bronzemedaillen mit stilisierten Olympischen Ringen |
| ------------------------------------------------------------------- | --------------------------------------------------------------------- | ----------------------------------------------------------------------- |
| —                                                                   | —                                                                     | —                                                                       |

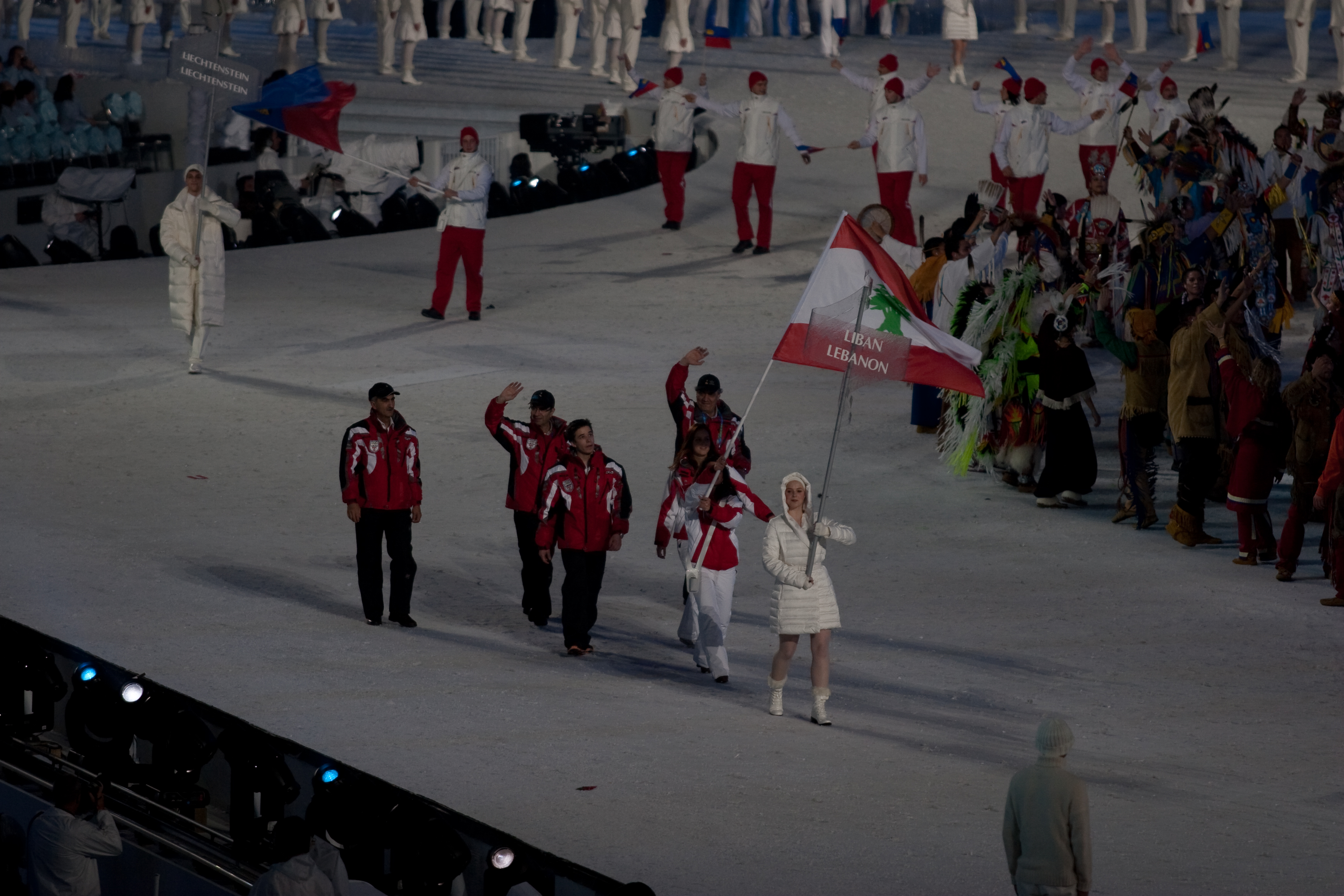
Einmarsch der libanesischen Delegation

Libanon nahm an den Olympischen Winterspielen 2010 im kanadischen Vancouver mit drei Sportlern im Ski Alpin teil.

## Ski Alpin
Männer
- Ghassan Achi
Riesenslalom: im 2. Lauf ausgeschieden
Slalom: disqualifiziert

Frauen
- Jacky Chamoun
Slalom: 54. Platz
- Chirine Njeim
Super-G: 37. Platz
Riesenslalom: 43. Platz
Slalom: 43. Platz